# مانانا ملکومیان
مانانا سرگئی ملکومیان (ارمنی: Մանանա Սերգեյի Մելքոնյան؛  ۲۶ ژوئیهٔ ۱۹۶۶) یک بازیگر اهل ارمنستان بود. وی بین سال‌های ۱۹۹۱ تا ۲۰۰۵ میلادی فعالیت می‌کرد.

## زندگی‌نامه
وی در ۲۷ ژوئیه ۱۹۶۶ به دنیا آمد و از مؤسسه سینمایی گراسیموف (۱۹۸۸) فارغ‌التحصیل شد. 